# Helichrysopsis
Helichrysopsis là một chi thực vật có hoa trong họ Cúc (Asteraceae).

## Loài
Chi Helichrysopsis gồm các loài: